# Stockton (Missouri)
Stockton è un comune degli Stati Uniti d'America, situato nello Stato del Missouri, nella contea di Cedar, della quale è il capoluogo.